# Entrichiria amphiphracta
Entrichiria amphiphracta är en fjärilsart som beskrevs av Edward Meyrick 1921. Entrichiria amphiphracta ingår i släktet Entrichiria och familjen spinnmalar. Inga underarter finns listade i Catalogue of Life.